# Аткинс, Кристофер
Кристофер Аткинс (англ. Christopher Atkins Bomann, род. 21 февраля 1961) — американский актёр.
Родился в городе Рай, штат Нью-Йорк, в семье американцев немецкого происхождения Дональда Боманна и Битси Небауэр. Во время обучения в средней школе он был спасателем и инструктором по парусному спорту, где и был приглашен на съемки в кино. Он наиболее известен благодаря своей дебютной роли в кинофильме 1980 года «Голубая лагуна», которая принесла ему номинацию на премию «Золотой глобус» в категории «Лучший актёрский дебют в мужской роли».
После успеха фильма «Голубая лагуна», Аткинс появился на обложках нескольких десятков журналов для подростков и стал одним из первых пинап-мужчин моделей. В 1982 году он появился на обложке эротического журнала Playgirl, окончательно становясь известным, в основном, благодаря внешности, а не актёрской карьере.
Аткинс сыграл главные роли в фильмах «Пиратский фильм» (1982) с Кристи Макникол, и «Ночь на небесах» (1983) с Лесли Энн Уоррен. За оба фильма он был выдвинут на премию «Золотая малина» за худшую мужскую роль, и получил анти-награду за «Ночь на небесах», где он сыграл стриптизера, который крутит роман с немолодой женщиной.
Когда карьера Аткинса на большом экране потерпела полный провал, он взял на себя регулярную роль второго плана в прайм-тайм мыльной опере «Даллас». Он играл роль Питера Ричардса, молодого любовника Сью Эллен Юинг (Линда Грей) в 1983—1984 годах и был выведен из сериала в конце седьмого сезона.
Начиная с середины восьмидесятых карьера Аткинса оказалась ещё хуже и он снимался лишь в низкобюджетных и сделанных для кабельного телевидения, незамысловатых фильмах. За роль в фильме 1989 года «Слушай меня», Аткинс получил ещё одну позорную премию «Золотая малина» за худшую мужскую роль второго плана и в тот же год номинировался как худший актёр десятилетия.
Аткинс в последующие годы не имел каких либо успехов в карьере и в основном снимался в таких низкобюджетных проектах как «Академия похоронных искусств» (1988), «Смертельное очарование» (1990), «Шакма» (1990), «Влажное и дикое лето!» (1992), «Стреляй!» (1993), «Восставший Дракула» (1993), «Бандит едет в глубинку» (1994), «Быстрый курок» (1994), «Проект «Охотник за тенью» 3» (1995), «Это моя вечеринка» (1995), «Дьявольское отродье» (2002), «Боевая бригада» (2003), «Подземная ловушка» (2006), «100 000 000 лет до нашей эры» (2008), «Незабудка» (2009), «Код убийцы» (2011) и «Голубая лагуна» (2012).
Аткинс был женат на Линн Бэррон Вебер (1985—2007), имеет двоих детей — сына Гранта (1985) и дочь Бритни (1987). Аткинс является владельцем спортивной компании и пункта проката рыболовных снастей.